# Nehanda Nyakasikana
Nehanda Charwe Nyakasikana, née vers 1840, morte en 1898, est une médium zimbabwéenne du peuple Shona. À partir de 1896, elle a coordonné et inspiré la révolte contre la colonisation du Mashonaland et du Matabeleland par la British South Africa Company. Elle a été finalement capturée et exécutée par les Britanniques. Elle est devenue une héroïne de la lutte contre le colonialisme, régulièrement évoquée à ce titre.

## Biographie
Nehanda Nyakasikan est une personnalité religieuse, une médium et une prêtresse du peuple Shona, considérée comme la réincarnation d'une ancienne reine de l'Empire Monomotapa.
À l'arrivée des premiers colons européens, elle a abord promu de bonnes relations avec eux. Cependant, à la suite de l'accumulation de taxes et d'impôts, les deux peuples nbédélé et shona se révoltent en juin 1896, dans ce qui est considéré comme la première guerre d’indépendance ou premier « chimurenga ». La rébellion, dans le Mashonaland au moins, est encouragée par les leaders religieux traditionnels, y compris Nehanda Nyakasikana. Après la fin de la rébellion en 1897, elle est capturée, avec son compagnon de luttes Kaguvi. Nyakasikana est accusée d’assassinat et elle est pendue en 1898,.
Des photographies de presse ont été prises lors de sa capture en 1897, par les Anglais, pour afficher leur réussite.
L'héroïsme de Nehanda Nyakasikan est devenu une source d'inspiration légendaire durant la lutte nationaliste pour la libération dans les années 1960 et 1970.
En mai 2021, une statue de Nehanda Nyakasikan, encore appelée Mbuya Nehanda, a été dévoilée à Harare, la capitale du Zimbabwe, le long du chemin Julias Nyerere,.